# Onesiforo (nome)
Onesiforo  è un nome proprio di persona italiano maschile.

## Varianti
- Femminili: Onesifora[2]

### Varianti in altre lingue
- Bielorusso: Анісіфор (Anisifor)
- Catalano: Onesifor[3]
- Francese: Onésiphore
- Greco antico: Ὀνησιφόρος (Onesiphoros)[4][5]
- Greco biblico: Ὀνησιφόρος (Onesiphoros)[4]
- Greco moderno: Ονησίφορος (Onīsiforos)
- Latino: Onesiphorus[4]
- Polacco: Onezyfor
- Portoghese: Onesíforo
- Russo: Онисифор (Onisifor)
- Spagnolo: Onesíforo[3]

## Origine e diffusione
Nome di scarsissima diffusione in Italia, deriva dal greco antico Ὀνησιφόρος (Onesiphoros), latinizzato in Onesiphorus. È composto da ὄνησις (onesis, "beneficio", "fortuna", "prosperità", comune anche ad Onesimo) e da φέρω (phero, "portare"), e significa "benefico", "che porta beneficio", "che porta profitto", "che porta utilità"; alcune fonti identificano il primo elemento con XXX (oneiros, "sogni"), quindi "portatore di sogni".
Un personaggio con questo nome viene menzionato nel Nuovo Testamento, in una delle lettere di Paolo (2Ti 1:16, 4:19).

## Onomastico
L'onomastico viene festeggiato il 6 settembre in ricordo del già citato sant'Onesiforo, discepolo di san Paolo, martire assieme a san Porfirio presso Pario sotto Domiziano.

## Persone

### Variante Onīsiforos
- Onīsiforos Rousias, calciatore cipriota